# Dirceu Vegini
Dom Dirceu Vegini (Massaranduba, 14 de abril de 1952 - Foz do Iguaçu, 29 de setembro de 2018) foi um bispo católico romano de Foz do Iguaçu.

## Vida
Dom Dirceu Vegini nasceu em Massaranduba, Santa Catarina, aos  14 de abril de 1952, terceiro  do casal Clemente e Maria. Fez o ensino fundamental em Rio dos Cedros e Ascurra, Santa Catarina, com os salesianos. No Instituto Missões Consolata fez o ensino médio em São Manuel, São Paulo, e Erechim, Rio Grande do Sul, e a Filosofia nas Faculdades Associadas do Ipiranga, São Paulo, de 1974 a 1976. Em 1978, foi acolhido na Diocese de Apucarana. Fez o curso de Teologia na Pontifícia Universidade Gregoriana, em Roma, nos anos de 1979 a 1982, residindo no Colégio Pio Brasileiro. Foi ordenado diácono na Paróquia Santíssima Trindade, em Arapongas, Paraná, no dia 8 de dezembro de 1983.
Dom Dirceu faleceu em 29 de setembro de 2018. Ele estava internado há um mês no Hospital Ministro Costa Cavalcanti e lutava contra um câncer na região do abdômen. Passou por quatro cirurgias durante a internação. O velório foi realizado na Catedral Diocesana Nossa Senhora de Guadalupe e o sepultamento ocorreu na cripta da Catedral, no dia 1º de outubro.

## Presbiterado
Foi ordenado sacerdote em 21 de janeiro de 1984, na cidade de Massaranduba por Dom Domingos Gabriel Wisniewski, CM, bispo de Apucarana, no Paraná.

### Atividades
- Paróquia Nossa Senhora de Lourdes de Jacutinga em Ivaiporã, Paraná;
- Paróquia Bom Pastor de Ivaiporã;
- Paróquia Nossa Senhora do Perpétuo Socorro, Ivaiporã.
- Paróquia Nossa Senhora Auxiliadora, Colorado-PR; em 6 de março de 1988. Dedicou 18 anos a esta paróquia
- Coordenador da ação evangelizadora do Decanato Norte, eleito duas vezes e, por isso, membro do Conselho Presbiteral.
- Membro do Colégio dos Consultores, nomeado no dia 2 de dezembro de 2002;
- Diretor da Rádio Colorado AM 1060 (2000);
- Presidente da Associação Comunitária de Comunicação e Cultura de Colorado, Rádio Comunitária - Auxiliadora FM 104,9 desde (2004);

## Episcopado
Atendendo a pedido de Dom Moacyr Vitti, arcebispo de Curitiba, o Papa Bento XVI nomeou, em 15 de março de 2006, Dom Dirceu Vegini como bispo titular de “Puzia di Bizacena” e auxiliar de Curitiba. Sua sagração episcopal foi presidida pelo mesmo bispo que o ordenou padre, Dom Domingos Gabriel Wisniewski, C.M., em 2 de junho do mesmo ano, em Apucarana. Seu lema episcopal é COMMUNIO ET PARTICIPATIO.
Em 2008, por decreto de Dom Moacyr, lido publicamente na Missa do Crisma daquele ano, Dom Dirceu foi nomeado responsável pela Região Episcopal Norte da Arquidiocese de Curitiba. Esta subdivisão, de acordo com o decreto, foi feita apenas para facilitar o trabalho pastoral dos bispos, não configurando uma separação da arquidiocese. A Região Episcopal Norte é composta por 40 Paróquias. De 2007 a 2010 fez a Visita Pastoral em 37  Paróquias. 
Foi designado Bispo referencial da Comissão Conselho de Leigos, Comissão dos Movimentos e novas comunidades de vida e Comissão da Comunicação. 
No dia 20 de outubro de 2010, o Papa Bento XVI o  nomeou Bispo Diocesano de Foz do Iguaçu. E dia 30 de dezembro, tomou posse como Bispo Diocesano, na Catedral N.Srª de Guadalupe.

### Episcopado em Foz do Iguaçu
- Em 2011 Criou o Grupo de Servidores do Altar CCA - Coroinhas, Cerimoniários e Acólitos da Diocese de Foz do Iguaçu, incentivando o trabalho ao serviço do Altar pelas crianças e jovens.
- Organizou as Pastorais e Movimentos em Comissões.
- Aprovou o 12º Plano da Ação Evangelizadora.
- Enviou para Escola Diaconal de Curitiba quatro (4) candidatos ao Diaconado Permanente, o que incentivou a criação da mesma escola na Província Eclesiástica de Cascavel para 2013.
- Criou o Jornal Diocesano "O Precursor".
- Criou a Pastoral Presbiteral.
- Solicitou e aprovou a criação do Brasão da Diocese.
- Eleito membro do Conselho Permanente da CNBB Sul 2 em 2011.
- Em 2015 ordenou os dois primeiros diáconos permanentes da Diocese de Foz do Iguaçu.
- No dia 08 de dezembro de 2015 inaugurou o Ano Santo do Jubileu Extraordinário da Misericórdia na Catedral.

### Ordenações episcopais
Co-ordenante de:
- Dom João Carlos Seneme
- Dom Elio Rama